# Eustrotia culta
Eustrotia culta är en fjärilsart som beskrevs av Butler 1879. Eustrotia culta ingår i släktet Eustrotia och familjen nattflyn. Inga underarter finns listade i Catalogue of Life.